# Óscar García Guerrero
Óscar García Guerrero, noto semplicemente come Óscar (La Zubia, 12 luglio 1988) è un calciatore spagnolo, attaccante svincolato.

## Carriera

### Club
Prodotto delle giovanili del Málaga, ha cominciato la carriera professionistica con gli stessi Boquerones. Ha disputato solo una partita in prima squadra: il 13 gennaio 2010 ha infatti sostituito Selim Ben Achour nella sconfitta per 5-1 sul campo del Getafe, in una sfida valida per il ritorno degli ottavi di finale della Coppa del Re 2009-2010. Il 24 marzo successivo si è accomodato in panchina in occasione della 28ª giornata di campionato, non scendendo però in campo nella partita contro il Valencia, al Mestalla.
Lasciato il Málaga, Óscar si è accordato con il Leganés, in Segunda División B (terzo livello del campionato spagnolo). Ha giocato la prima partita in squadra in campionato il 26 settembre 2010, sostituendo Tonino nel pareggio per 0-0 contro il Guadalajara. Ha segnato la prima rete il 28 novembre successivo, nel 3-3 in casa del Celta Vigo B. Il 15 gennaio 2011, Óscar ha rescisso il contratto che lo legava al club. Ha lasciato il club congedandosi con 8 presenze e una rete tra tutte le competizioni.
Senza contratto, Óscar ha poi firmato un accordo con l'Ontinyent, ancora in Segunda División B. Il 23 gennaio 2011 ha esordito in squadra, sostituendo Javi Vicente nella vittoria per 0-1 in trasferta sul campo del Denia. Il 30 gennaio ha siglato il primo gol, sancendo il successo per 1-0 sul Santboià. Con 7 reti in 16 presenze in campionato, ha contribuito all'11º posto finale della sua squadra.
Nel 2011, Óscar è stato messo sotto contratto dal San Roque, club sempre militante in Segunda División B. Ha disputato la prima partita in squadra in data 27 agosto, subentrando a Chapi nella sconfitta casalinga per 0-2 contro il Puertollano. L'8 ottobre è arrivata la prima rete, nel successo per 4-0 sul Linense. Ha disputato 36 partite in stagione, tra campionato e coppa, mettendo a referto 6 marcature.
A luglio 2012, Óscar si è trasferito ai kazaki del Qaýrat, militanti nella Qazаqstan Prem'er Ligasy. Ha esordito con questa casacca in data 15 luglio, schierato titolare nella sconfitta interna per 1-3 contro il Jetisw. Il 23 settembre, in occasione della vittoria casalinga per 2-1 sull'Aqjaýıq, ha trovato la prima rete nella massima divisione locale. Ha chiuso l'annata con una rete in 10 presenze, nelle quali ha contribuito al 10º posto finale della sua squadra.
Terminata l'esperienza kazaka, Óscar è tornato in Spagna per giocare nel Loja, in Segunda División B. Ha debuttato in squadra il 20 gennaio 2013, segnando anche il primo gol in occasione della sconfitta per 4-1 maturata sul campo del Linense. Ha totalizzato 11 presenze e 3 reti in squadra in questa porzione di stagione, che il Loja ha chiuso al 19º posto finale, retrocedendo pertanto in Tercera División.
Il 13 luglio 2013, Óscar ha firmato un contratto valido fino al termine della stagione con i norvegesi del Birkebeineren. Ha esordito con questa maglia il 5 agosto, trovando anche una rete nella vittoria per 3-0 sul Vålerenga 2. È rimasto in squadra fino all'estate successiva, totalizzando complessivamente 21 presenze e 16 reti tra campionato e coppa.
L'8 agosto 2014, il Moss ha confermato sul proprio sito internet d'aver ingaggiato Óscar con un contratto valido fino al termine della stagione. Il giorno seguente ha disputato la prima partita con questa maglia, sostituendo Marcos Gondra Krug nella vittoria per 2-4 sul campo del Lørenskog, in cui ha trovato anche la rete. Ha totalizzato 13 reti in 11 presenze in squadra, attraverso cui ha contribuito al 3º posto finale del Moss.
A gennaio 2015, Óscar si è trasferito in Nuova Zelanda per giocare nell'Auckland City. Ha debuttato in squadra il 7 febbraio, subentrando ad Iván Carril nella vittoria per 4-2 sul Southern United. Il 14 febbraio ha segnato la prima rete, contribuendo al successo per 3-0 sul Team Wellington. Óscar ha contribuito alla vittoria finale del campionato 2014-2015. Il 10 aprile ha effettuato invece il suo esordio nella OFC Champions League, impiegato dal primo minuto nel successo per 2-0 sul Suva. L'Auckland City si è poi aggiudicato la vittoria finale nella manifestazione.
Terminata l'esperienza in Nuova Zelanda, Óscar è tornato in Norvegia per giocare nel Raufoss, in 2. divisjon. Ha disputato la prima partita il 25 luglio, quando è stato schierato titolare nella vittoria per 0-1 sul campo dell'Alta. Il 17 agosto ha segnato invece la prima rete, nella vittoria per 2-6 in casa dello Strømsgodset 2. Ha disputato 11 partite in squadra, mettendo a referto 6 reti: ha così contribuito alla promozione del Raufoss in 1. divisjon.
Nel 2016, Óscar è passato all'Egersund, sempre in 2. divisjon. Ha esordito in squadra il 9 aprile, schierato titolare nella sconfitta per 2-0 maturata sul campo del Vidar. Il 13 aprile ha segnato la prima rete in squadra, sancendo la vittoria per 0-1 in casa del Frøyland nel primo turno del Norgesmesterskapet. Il 15 maggio è arrivata la prima marcatura in campionato, nel successo per 4-1 sul Lørenskog. Óscar è rimasto in squadra fino all'estate 2016, congedandosi dall'Egersund con 8 presenze e 5 reti tra campionato e coppa.
Il 1º agosto 2016, il Leioa ha reso noto sul proprio sito internet d'aver ingaggiato Óscar.
Il 2 luglio 2019, Óscar è passato al Marbella, con un contratto annuale.

## Statistiche

### Presenze e reti nei club
Statistiche aggiornate al 7 agosto 2021.
| Stagione             | Club                 | Campionato           | Campionato | Campionato | Coppe nazionali | Coppe nazionali | Coppe nazionali | Coppe continentali | Coppe continentali | Coppe continentali | Supercoppe | Supercoppe | Supercoppe | Totale | Totale |
| Stagione             | Club                 | Comp                 | Pres       | Reti       | Comp            | Pres            | Reti            | Comp               | Pres               | Reti               | Comp       | Pres       | Reti       | Pres   | Reti   |
| -------------------- | -------------------- | -------------------- | ---------- | ---------- | --------------- | --------------- | --------------- | ------------------ | ------------------ | ------------------ | ---------- | ---------- | ---------- | ------ | ------ |
| 2009-2010            | Málaga               | PD                   | 0          | 0          | CR              | 1               | 0               | -                  | -                  | -                  | -          | -          | -          | 1      | 0      |
| 2010-gen. 2011       | Leganés              | SDB                  | 7          | 1          | CR              | 1               | 0               | -                  | -                  | -                  | -          | -          | -          | 8      | 1      |
| gen.-giu. 2011       | Ontinyent            | SDB                  | 16         | 7          | CR              | -               | -               | -                  | -                  | -                  | -          | -          | -          | 16     | 7      |
| 2011-2012            | San Roque            | SDB                  | 32         | 6          | CR              | 4               | 0               | -                  | -                  | -                  | -          | -          | -          | 36     | 6      |
| lug.-dic. 2012       | Qaýrat               | PL                   | 10         | 1          | CK              | -               | -               | -                  | -                  | -                  | -          | -          | -          | 10     | 1      |
| gen.-giu. 2013       | Loja                 | SDB                  | 11         | 3          | CR              | -               | -               | -                  | -                  | -                  | -          | -          | -          | 11     | 3      |
| lug.-dic. 2013       | Birkebeineren        | 2D                   | 8          | 8          | CN              | -               | -               | -                  | -                  | -                  | -          | -          | -          | 8      | 8      |
| gen.-lug. 2014       | Birkebeineren        | 2D                   | 12         | 7          | CN              | 1               | 1               | -                  | -                  | -                  | -          | -          | -          | 13     | 8      |
| Totale Birkebeineren | Totale Birkebeineren | Totale Birkebeineren | 20         | 15         |                 | 1               | 1               |                    | -                  | -                  |            | -          | -          | 21     | 16     |
| ago.-dic. 2014       | Moss                 | 2D                   | 11         | 13         | CN              | -               | -               | -                  | -                  | -                  | -          | -          | -          | 11     | 13     |
| gen.-giu. 2015       | Auckland City        | NZFC                 | 9          | 5          | -               | -               | -               | OCL                | 2                  | 0                  | -          | -          | -          | 11     | 5      |
| lug.-dic. 2015       | Raufoss              | 2D                   | 11         | 5          | CN              | -               | -               | -                  | -                  | -                  | -          | -          | -          | 11     | 5      |
| feb.-lug. 2016       | Egersund             | 2D                   | 6          | 4          | CN              | 2               | 1               | -                  | -                  | -                  | -          | -          | -          | 8      | 5      |
| 2016-2017            | Leioa                | SDB                  | 31         | 9          | CR              | 0               | 0               | -                  | -                  | -                  | -          | -          | -          | 31     | 9      |
| 2017-2018            | Leioa                | SDB                  | 35         | 10         | CR              | 1               | 0               | -                  | -                  | -                  | -          | -          | -          | 36     | 10     |
| Totale Leioa         | Totale Leioa         | Totale Leioa         | 66         | 19         |                 | 1               | 0               |                    | -                  | -                  |            | -          | -          | 67     | 19     |
| 2018-2019            | Melilla              | SDB                  | 37         | 14         | CR              | 4               | 1               | -                  | -                  | -                  | -          | -          | -          | 41     | 15     |
| 2019-2020            | Marbella             | SDB                  | 25         | 7          | CR              | 2               | 0               | -                  | -                  | -                  | -          | -          | -          | 27     | 7      |
| 2020-2021            | Marbella             | SDB                  | 16         | 1          | CR              | 1               | 0               | -                  | -                  | -                  | -          | -          | -          | 17     | 1      |
| Totale Marbella      | Totale Marbella      | Totale Marbella      | 41         | 8          |                 | 3               | 0               |                    | -                  | -                  |            | -          | -          | 44     | 8      |
| 2021-2022            | El Ejido             | SDR                  | 0          | 0          | CR              | 0               | 0               | -                  | -                  | -                  | -          | -          | -          | 0      | 0      |
| Totale               | Totale               | Totale               | 277        | 105        |                 | 17              | 3               |                    | 2                  | 0                  |            | -          | -          | 296    | 108    |

## Palmarès

### Club

#### Competizioni nazionali
- Campionato neozelandese: 1

Auckland City: 2014-2015

#### Competizioni internazionali
- OFC Champions League: 1

Auckland City: 2014-2015